# Parabotia vancuongi
Parabotia vancuongi är en fiskart som beskrevs av Nguyen 2005. Parabotia vancuongi ingår i släktet Parabotia och familjen nissögefiskar. IUCN kategoriserar arten globalt som otillräckligt studerad. Inga underarter finns listade i Catalogue of Life.